# NGC 5153
NGC 5153 este o galaxie eliptică situată în constelația Hidra. A fost descoperită în 8 mai 1834 de către John Herschel. Se află la o distanță de 45,08 de megaparseci de Pământ.